# Litteraturåret 1911

## Händelser
- 20 februari – Franz Pfemfert grundar den expressionistiska tidskriften Die Aktion.
- okänt datum – Kurt Hiller myntar expressionism som ett medvetet litterärt begrepp i ett nummer av den nystartade tidskriften Der Sturm. Hans artikel heter Gegen "Lyrik" och som titeln antyder riktar sig hans tankegångar mot vad som kallas "lyrik".[1]
- okänt datum – B. Wahlströms bokförlag bildas.[2]

## Priser och utmärkelser
- Nobelpriset – Maurice Maeterlinck, Belgien[3]

## Nya böcker

### A – G
- Aftnar i Tavastland av Bertel Gripenberg
- Branden av Gustav Hedenvind-Eriksson
- Ellen. En liten historia av Martin Koch
- Folkens visor (1881–1911) av Ola Hansson
- Hamn och haf av Sigfrid Siwertz

### H – N
- Hem och stat av Selma Lagerlöf[4]
- Liljecronas hem av Selma Lagerlöf[4]
- Medeltidsmålningarne i Söderala kyrka av Axel Wilhelm Qvarnström
- Mälarpirater av Sigfrid Siewertz

### O – U
- Patty av Jean Webster

### V – Ö
- Ödemarkens ansigten av Walter Hülphers

## Födda
- 9 januari – Eva Alexanderson, svensk författare och översättare.
- 28 februari – John-Lennart Linder, svensk barn- och ungdomsboksförfattare och regissör.
- 10 mars – Olof Lagercrantz,  svensk författare, litteraturvetare och publicist.
- 26 mars – Tennessee Williams, amerikansk dramatiker.
- 25 april – Karl-Gustaf Hildebrand, svensk ekonomisk historiker, författare och psalmförfattare.
- 15 maj – Max Frisch, schweizisk författare.
- 30 juni – Czesław Miłosz, polsk författare, nobelpristagare 1980.
- 3 juni – Åke Ohlmarks, svensk religionshistoriker, författare och översättare.
- 11 september – Naguib Mahfouz, egyptisk författare, nobelpristagare 1988.
- 14 september – Rune Waldekranz, svensk filmproducent, manusförfattare, författare och filmforskare.
- 19 september – William Golding, brittisk författare, nobelpristagare 1983.
- 28 september – Magnus Stenbock, svensk författare, debattör och konstnär.
- 5 oktober – Flann O'Brien, irländsk författare.
- 2 november – Odysseus Elytis, grekisk författare, nobelpristagare 1979.
- 11 november – Vic Suneson, svensk kriminalförfattare.
- 21 november – John Rumenius, svensk författare.
- 11 december – Naguib Mahfouz, egyptisk författare, nobelpristagare 1988.
- 20 december – Elis Elmgren, svensk författare och fotograf.

## Avlidna
- 8 februari – Gustaf Fröding, 50, svensk författare och poet.
- 10 april – Alfred Comyn Lyall, 76, angloindisk ämbetsman och skriftställare.

### Fotnoter
1. ↑  Kurt Hiller, Gegen "Lyrik". Ingår i: Der Sturm, nr. 52 (1911), s. 414–415.
2. ↑  ”B. Wahlströms bokförlag”. Arkiverad från originalet den 2 juli 2014. https://web.archive.org/web/20140702204446/http://www.wahlstroms.se/Om-B-Wahlstroms/Om-oss/. Läst 20 juni 2011.
3. ↑  ”Nobelpriset i litteratur”. https://www.nobelprize.org/prizes/lists/all-nobel-prizes-in-literature/. Läst 20 mars 2011.
4. 1 2  ”Selma Lagerlöfs böcker”. Arkiverad från originalet den 27 augusti 2011. https://web.archive.org/web/20110827002154/http://selmalagerlof.org/bocker.html. Läst 12 april 2011.